# Dan Abramovich
Dan Abramovich (Haifa, 12 de março de 1963) é um matemático israelense, que trabalha com geometria algébrica e geometria aritmética.
Abramovich obteve em 1987 um bacharelado na Universidade de Tel Aviv, com um doutorado em 1991 na Universidade Harvard, orientado por Joe Harris, com a tese Subvarieties of abelian varieties and of Jacobeans of curves. De 1991 a 1994 foi Moore Instructor no Instituto de Tecnologia de Massachusetts. Foi depois Professor Assistente, a partir de 1999 Professor Associado e a partir de 2003 Professor da Universidade Brown.
Com José Felipe Voloch obteve em 1992 avanços na prova da Conjectura de Mordell-Lang em característica p (a prova completa foi obtida por Ehud Hrushovski).
É fellow da American Mathematical Society.
Foi palestrante convidado do Congresso Internacional de Matemáticos no Rio de Janeiro.

## Obras
- com Christophe Soulé, J.-F. Burnol, Jürg Kramer Lectures on Arakelov Geometry, Cambridge University Press 1994
- com K. Karu, K. Matsuki, J. Włodarczyk Torification and factorization of birational maps, J. Amer. Math. Soc. 15, 2002, S. 531–572
- com K. Matsuki, S. Rashid A note on the factorization theorem of toric birational maps after Morelli and its toroidal extension, Tohoku Math. J., 51, 1999, S. 489–537
- com Frans Oort Alterations and resolution of singularities, in: Resolution of Singularities, Progress in Mathematics 181, Birkhäuser, 2000, S. 39–108
- com K. Karu Weak semistable reduction in characteristic 0, Inventiones Mathematicae, Band 139, 2000, S. 241–273
- com Voloch: Toward a proof of the Mordell-Lang conjecture in positive characteristic, Intern. Math. Research Notices, Band 5, 1992, S. 103–115